# Ґардабад
Ґардабад (перс. گردآباد, вірм. Գարդաբադ) — давнє вірменське село в Ірані, що зараз входить до складу дехестану Південний Назлуй у Центральному бахші шахрестану Урмія провінції Західний Азербайджан.